# Schizophoroidea
Schizophoroidea zijn een uitgestorven superfamilie van kevers uit de onderorde Myxophaga.

## Taxonomie
De superfamilie is als volgt onderverdeeld:
- Familie Schizophoridae Ponomarenko, 1968  †
- Familie Catiniidae Ponomarenko, 1968  †
- Familie Schizocoleidae Rohdendorf, 1961  †